# Сховай це подалі
«Сховай це подалі» — фільм 2008 року.

## Зміст
Усе життя Крістофера обертається навколо роботи. На все інше у нього просто немає часу. Його насичений ритм прямо таки «виштовхує» його кохану із його життя. Та після серцевого нападу у його тата, Крістофер їде в рідне місто. Сімейні драми, що відкрилися, змушують його інакше глянути на речі.